# Iosif Chirilă
Iosif Chirilă (ur. 5 stycznia 1983 w Konstancy) – rumuński kajakarz kanadyjkarz, mistrz świata i Europy, dwukrotny olimpijczyk.

## Kariera sportowa
Zdobył srebrny medale w wyścigu kanadyjek czwórek (C-4) na dystansie 1000 metrów oraz zajął 5. miejsce również w wyścigu czwórek, ale na 200 metrów na mistrzostwach Europy w 2004 w poznaniu (razem z nim na obu dystansach płynęli Mitică Pricop, Andrei Cuculici i Petre Condrat). Na kolejnych mistrzostwach Europy w 2005 w Poznaniu zwyciężył w konkurencji C-4 na 500 metrów (w osadzie z Florinem Popescu, Loredanem Popą i Silviu Simioncencu), a także zajął 5. miejsca w wyścigach dwójek (C-2) na 1000 metrów i czwórek na 200 metrów.
Zwyciężył w wyścigu czwórek na 500 metrów (z Popescu, Popą i Simioncencu) oraz zajął 5. miejsce w konkurencji dwójek na 1000 metrów i 6. miejsce w konkurencji czwórek na 200 metrów na mistrzostwach świata w 2005 w Zagrzebiu, a na mistrzostwach Europy w 2006 w Račicach zdobył wraz z Cuculici brązowy medal w wyścigu dwójek na 500 metrów oraz zajął 6. miejsca w wyścigach dwójek na 1000 metrów i czwórek na 200 metrów. Na mistrzostwach świata w 2006 w Segedynie zajął w wyścigach dwójek 7. miejsce na 500 metrów i 8. miejsce na 1000 metrów. Zdobył brązowy medal w wyścigu czwórek na dystansie 1000 metrów (wraz z Simioncencu, Cuculicim i Nicolae Floceą) oraz zajął 5. miejsce w konkurencji czwórek na 200 metrów i 8. miejsce w wyścigu dwójek na 500 metrów na mistrzostwach Europy w 2007 w Pontevedrze.
Zdobył złoty medal w wyścigu czwórek na 1000 metrów (w osadzie z Simioncencu, Cuculicim i Loredanem Popą) i srebrny medal w wyścigu dwójek na 500 metrów (z Cuculicim) na mistrzostwach świata w 2007 w Duisburgu oraz wywalczył srebrny medal w konkurencji czwórek na 1000 metrów (z Cuculicim, Florinem Mironcicem i Cătălinem Costache), a także zajął 4. miejsce w wyścigu czwórek na 200 metrów na mistrzostwach Europy w 2008 w Mediolanie. Zajął w parze z Cuculicim 6. miejsce w wyścigu dwójek na dystansie 500 metrów na igrzyskach olimpijskich w 2008 w Pekinie. Na mistrzostwach Europy w 2009 w Brandenburgu zajął w wyścigach dwójek 7. miejsce na 500 metrów i 9. miejsce na 200 metrów, a także 7. miejsce w wyścigu czwórek na 1000 metrów. Zdobył brązowy medal w wyścigu czwórek na 1000 metrów z Cuculicim, Simioncencu i Costache, a także zajął 5. miejsce w wyścigu czwórek na 200 metrów i 9. miejsce w wyścigu sztafetowym jedynek C-1 4 × 200 metrów na mistrzostwach świata w 2009 w Dartmouth.
Zdobył srebrny medal w wyścigu jedynek (C-1) na 1000 metrów (przegrywając jedynie z Sebastanem Brendelem z Niemiec, a wyprzedzając José Luisa Bouzę z Hiszpanii), a także zajął 5. miejsce w wyścigu jedynek na 500 metrów na mistrzostwach Europy w 2011 w Belgradzie, a na mistrzostwach Europy w 2012 w Zagrzebiu zdobył brązowy medal w wyścigu czwórek na 1000 metrów (razem z nim płynęli Costache, Mihail Simion i Florin Comănici), a w wyścigach jedynek zajął 4. miejsce na 500 metrów i 6. miejsce na 1000 metrów. Zajął 11. miejsce (3. miejsce w finale B) w wyścigu kanadyjek jedynek na 1000 metrów na igrzyskach olimpijskich w 2012 w Londynie. Zdobył srebrny medal w konkurencji czwórek na 1000 metrów (razem z Comănicim, Costache i Gabrielem Gheocą) oraz zajął 8. miejsce w wyścigu jedynek na 500 metrów na mistrzostwach Europy w 2013 w Montemor-o-Velho, a na mistrzostwach świata w 2013 w Duisburgu zajął 6. miejsce w wyścigu czwórek na 1000 metrów i 7. miejsce w wyścigu jedynek na 500 metrów. Na mistrzostwach Europy w 2014 w Brandenburgu rumuńska osada z Chirilą w składzie została zdyskwalifikowana w finale wyścigu czwórek na 1000 metrów. Chirilă zajął 4. miejsce w konkurencji czwórek na 1000 metrów i 8. miejsce w wyścigu jedynek na 5000 metrów na mistrzostwach świata w 2014 w Moskwie.
Zdobył srebrny medal w wyścigu czwórek na 1000 metrów na mistrzostwach Europy w 2015 w Račicach (razem z nim płynęli Leonid Carp, Petre Condrat i Ștefan Andrei Strat). Osada rumuńska w tym samym składzie zwyciężyła na dystansie 1000 metrów na mistrzostwach świata w 2015 w Mediolanie, a Chirilă zajął również na tych mistrzostwach 7. miejsce w wyścigu dwójek na 500 metrów. Na swych ostatnich mistrzostwach Europy w 2016 w Moskwie zdobył srebrny medal w wyścigu dwójek na 500 metrów (w parze z Victorem Mihalachim) i brązowy medal w wyścigu czwórek na 1000 metrów (z Adim-Aurelianem Grozuțą, Condratem i Simionem) Cosminem) oraz zajął 6. miejsce w wyścigu dwójek na 1000 metrów.

## Rodzina
Jego żoną jest Alina Chirilă, z domu Platon, kajakarka, medalistka mistrzostw świata i Europy.